# Kouterbroeken
De Kouterbroeken is een waardevol natuurgebied in Wambeek. Het ligt aan weerszijden van de Klapscheutbeek (Keurebeek). Het is via trage wegen toegankelijk voor fietsers en voetgangers via de Bollestraat (met parking) of de Stenebrugstraat en strekt zich noordelijk uit tot net over de spoorlijn 50A (Brussel-Oostende).

## Bescherming
In de vele commentaren over de Kouterbroeken wordt vermeld dat het om een beschermd natuurgebied gaat. Maar de aard van die bescherming wordt niet gepreciseerd. Het gebied is als natuurgebied ingekleurd op het gewestplan Halle-Vilvoorde-Asse uit 1977. Dit houdt in dat het gebied bestemd is voor het behoud, de bescherming en het herstel van het natuurlijk milieu. Verder is het gebied ook biologisch waardevol. Het is opgenomen op de Biologische Waarderingskaart (versie 2). Het is ook een Natura2000-gebied.
Het gebied werd na 1976 opgenomen in het zgn. Bellebeekproject als natuurlijk overstromingsgebied. Die aanleg heeft het uitzicht en de bestemming gewijzigd. Bestaande fauna en flora zijn daardoor beïnvloed.

## Eigenschappen
Volgens de (biologische) waardenschaal van H. Abts behoort de Kouterbroeken tot categorie 4: waardevol wegens zijn ligging, de diversiteit van de microbiotopen en het aantal broedvogels. Het is een zeer typisch gebied voor de streek, met hoogstammig loofhout, kreupelhout, een beek en vijvergebieden. In dit drassig gebied bleven sommige plassen het ganse jaar aanwezig. Het riet en de zegge zijn grotendeels verdwenen omdat er grachten en ophogingen aangebracht zijn. Er is in 1976 een inventaris van fauna en flora opgemaakt. Een recentere versie is van 2021.

## Sociale functie
Doorheen de Kouterbroeken loopt een fiets- en wandelpad (buurtweg nr. 64) dat in 2014 werd heraangelegd. Vele wandeltrajecten in Ternat lopen (langs dezelfde buurtweg nr. 64) doorheen dit natuurgebied, onder andere de Pol de Mont-wandeling en de driedorpenwandeling.

## Toponymie
Het woord Kouterbroek(en) is afgeleid van het Latijnse cultura + brõka en betekent moeras. Wanneer deze naam aan deze plek werd gegeven is niet geweten.

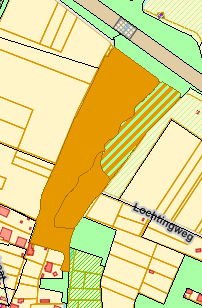
Natura2000 Habitatkaart.
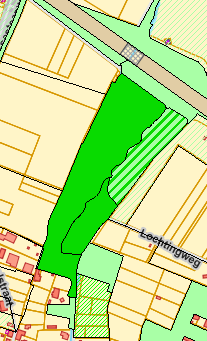
Biologische waarderingskaart versie 2
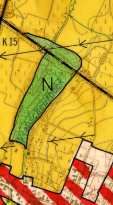
Kouterbroeken in het gewestplan Halle Vilvoorde Asse (1977)